# Annamária Tóth
Annamária Gyuláné Tóth (* 14. September 1945 in Budapest als Annamária Kovács; † 16. Juli 2023 in Konstanz) war eine ungarische Leichtathletin, die hauptsächlich im Fünfkampf aber auch als Sprinterin und Weitspringerin in Erscheinung trat.
Ihren größten Erfolg feierte sie mit dem Gewinn der Bronzemedaille im Fünfkampf bei den Olympischen Spielen 1968 in Mexiko-Stadt. Dabei erzielte sie ihre persönliche Bestleistung von 4959 Punkten (80-Meter-Hürdenlauf: 1061, Kugelstoßen: 901, Hochsprung: 934, Weitsprung: 1016, 200-Meter-Lauf: 1047). Außerdem war sie Mitglied der ungarischen 4-mal-100-Meter-Staffel, die jedoch bereits in der Vorrunde ausschied. Bei den Leichtathletik-Europameisterschaften 1966 in ihrer Heimatstadt Budapest belegte sie im Fünfkampf mit 4704 Punkten den fünften Platz und lag damit lediglich 9 Punkte hinter der Bronzemedaillengewinnerin Inge Exner.
Tóth wurde insgesamt neunmal ungarische Meisterin, davon dreimal im Fünfkampf (1966–1967, 1969). Fünf ihrer Titel erzielte sie in Sprintdisziplinen, nämlich zwei im 80-Meter-Hürdenlauf (1966–1967) und jeweils eine im 100-Meter-Hürdenlauf (1969), im 100-Meter-Lauf (1966) sowie im 200-Meter-Lauf (1967). Außerdem gewann sie 1969 die Meisterschaft im Weitsprung.
Annamária Tóth hatte bei einer Körpergröße von 1,64 m ein Wettkampfgewicht von 58 kg. Sie startete für Honvéd Budapest.
Tóth starb im Juli 2023 im Alter von 77 Jahren.